# Слингеланд, Питер Корнелиус ван

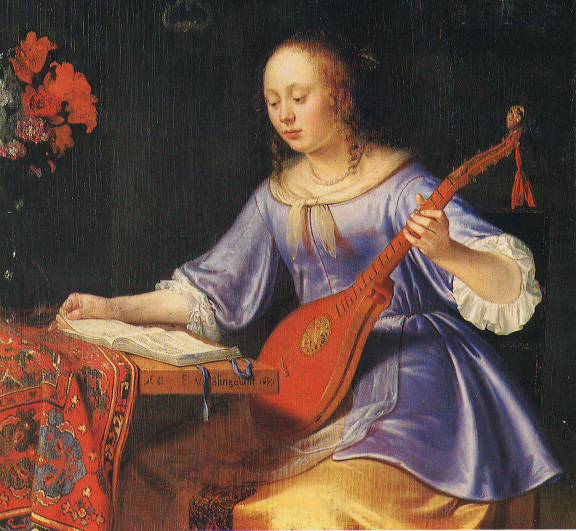
Портрет женщины с лютней. 1677. Музей изящных искусств, Сан-Франциско

Питер Корнелиус Слингеланд (нидерл. Pieter Cornelisz van Slingelandt) (1640—1691) — нидерландский живописец.

## Биография
Ученик Г. Доу, подражавший его технике в своих маленьких жанровых картинах и портретах, но значительно уступавший ему в талантливости и в остроте зрения. Жил и трудился в Лейдене. Заботясь о крайней законченности своих работ, писал очень медленно и потому произвел лишь незначительное количество картин, которые тем более ценились и ценятся любителями живописи. Над лучшей из их числа, изображающей «Семейство моряка», хранящейся в Лувре, он, как гласит предание, работал целых три года. Среди прочих его произведений наиболее замечательные — «Кухарка с куропатками» (Лондон), «Кружевница» (Дрезденская галерея), «Скрипач в кухне» (Амстердам), «Мастерская портного» (Старая пинакотека, Мюнхен), «Завтрак» (Государственный Эрмитаж) и «Семейная сцена» (Вена).